# Arts sociaux
 (mai 2017).
Si vous disposez d'ouvrages ou d'articles de référence ou si vous connaissez des sites web de qualité traitant du thème abordé ici, merci de compléter l'article en donnant les références utiles à sa vérifiabilité et en les liant à la section « Notes et références ».
Les Arts sociaux sont des pratiques artistiques collaboratives qui s'intéressent à des questions sociales. 
L’interaction entre les différents acteurs et l'importance d'agir dans l'espace public y sont inhérentes. Le processus de création devient plus important que le produit fini.
Le médium se concentre sur l'interaction entre le public, les sciences sociales et les artistes à travers les principes de l'esthétique, l'éthique, la collaboration, l'antagonisme, les stratégies médiatiques et l'activisme social. Le projet artistique est inspiré et défini par le résultat de l'interaction sociale. Bien que les projets s'inscrivant dans les arts sociaux peuvent prendre des formes traditionnelles ils sont réalisés dans des médiums aussi variés que l'installation, la performance ou l'activisme social. Souvent, ils mobilisent les communautés vers un but commun en fonction du contexte dans lequel elles s'inscrivent. La proximité entre les arts dits sociaux et les institutions pédagogiques a démontré le besoin de la mise en place de formations spécifiques. Il faut noter que la diversité des approches pose un problème en ce qui concerne la documentation des Arts dit sociaux. En effet, les projets peuvent être informels et leurs participants sont en constante évolution; la mise en images est donc parfois maladroite.

## Histoire de la terminologie
Le terme « Social Art Practice » a été institutionnalisé en 2005 par la création du MFA du même nom au California College of the Arts. D'autres institutions nord-américaines ont suivi tel que le MFA d'Otis Public dirigé par Suzanne Lacy et le PSU's Art & Social Practice MFA dirigé par Harrell Fletcher. Les Arts Sociaux en tant que médium ont été référencés entre autres dans le New York Times, Artforum, Art News, et Art Practical. Étant un mouvement émergent, les Arts Sociaux peuvent être compris dans une grande variété de termes et de mouvements artistiques. Par exemple, Les pratiques publiques, l'art socialement engagé, l'art communautaire, l'art participatif, collaboratif. Ne pas confondre avec l'art relationnel qui s'inscrit dans des pratiques institutionnelles destinées au public de la galerie.

## Caractéristiques
L'art socialement engagé se distingue des mouvements artistiques du siècle précédent. Plus qu'un médium, c'est une façon de définir un nouvel ordre social. Les produits de ces travaux ne se matérialisent pas nécessairement en commodités mais sont des processus vers un changement profond de la condition sociale. Esthétique et caractère in situ des projets sont déterminants dans les Arts dits sociaux.

### Communauté et environnement
Les artistes des Arts Sociaux tentent d'impacter l'environnement et les communautés dans lesquels leurs travaux s'inscrivent en faisant preuve d'une certaine conscience socio-politique. Dans la plupart des cas, la compréhension du contexte global et du public précède le développement du projet. En effet, il parait impossible de créer un projet fondé sur l'engagement et la collaboration sans d'abord comprendre les individualités qui vont y prendre part. Qui l'artiste choisit-il de prendre à partie ? Où l'artiste décide-t-il d'engager une production ?

## Expositions et conférences
Les expositions des Arts Sociaux incluent souvent plusieurs artistes ou collectifs et n'exposent rarement des objets. C'est le témoignage de la participation entre l'artiste et le public qui devient l'exposition. Certaines des principales expositions des Arts Sociaux ont été : Condensations du Social à Smack Mellon, Brooklyn, New York (2010), la Vie comme Forme via Creative Time, la Ville de New York (2012), Faire la Lumière au Musée d'Art de Portland de Portland, dans l'Oregon (2009-2013), Les Accessoires de la Personne à l'Apex de l'Art, La Ville de New York (2010), et Vous Pouvez Avoir Tout Cela à San Francisco et à New York (2007).